# Орандж Тауншип (округ Колумбія, Пенсільванія)
Орандж Тауншип (англ. Orange Township) — селище (англ. township) в США, в окрузі Колумбія штату Пенсільванія. Населення — 1161 особа (2020).

## Демографія
Згідно з переписом 2010 року, у селищі мешкало 1257 осіб у 476 домогосподарствах у складі 378 родин. Було 542 помешкання
Расовий склад населення:
| - 97,9 % — білих - 0,4 % — корінних американців - 0,3 % — чорних або афроамериканців - 0,3 % — азіатів |

До двох чи більше рас належало 1,0 %. Частка іспаномовних становила 0,8 % від усіх жителів.
За віковим діапазоном населення розподілялося таким чином: 24,0 % — особи молодші 18 років, 61,5 % — особи у віці 18—64 років, 14,5 % — особи у віці 65 років та старші. Медіана віку мешканця становила 43,9 року. На 100 осіб жіночої статі у селищі припадало 100,8 чоловіків;  на 100 жінок у віці від 18 років та старших — 98,1 чоловіків також старших 18 років.
Середній дохід на одне домашнє господарство  становив 75 881 долар США (медіана — 58 625), а середній дохід на одну сім'ю — 91 019 доларів (медіана — 70 000). Медіана доходів становила 45 556 доларів для чоловіків та 30 772 долари для жінок. За межею бідності перебувало 7,0 % осіб, у тому числі 10,5 % дітей у віці до 18 років та 7,1 % осіб у віці 65 років та старших.
Цивільне працевлаштоване населення становило 664 особи. Основні галузі зайнятості: освіта, охорона здоров'я та соціальна допомога — 34,6 %, виробництво — 10,5 %, транспорт — 8,9 %, роздрібна торгівля — 7,8 %.